# Yamel Riaño
José Yamel Riaño (Girardot, Cundinamarca, 1 de noviembre de 1943 - 3 de agosto de 2024) fue un abogado y exguerrillero colombiano. 
Cofundador de la guerrilla del Movimiento 19 de abril (M-19), perteneció antes a las Fuerzas Armadas Revolucionarias de Colombia (FARC-EP).

## Biografía
Nacido en Girardot. Realizó estudios de derecho en la  Universidad Libre (Colombia).

### Militancia en las FARC-EP
Perteneció desde 1969 a una red de apoyo urbana en Bogotá de las FARC, que creó Jaime Bateman Cayón por instrucción de Jacobo Arenas y Manuel Marulanda Vélez, mientras estudiaba Derecho en la Sede Principal de la Universidad Libre (Colombia). En 1972, Riaño fue expulsado de las FARC junto con Luis Otero Cifuentes y Jaime Bateman Cayón, tras ser acusado este último de «una labor divisionista y de enviar gente por su cuenta a la guerrilla».

### Fundación y militancia en el M-19
Proveniente de las Fuerzas Armadas Revolucionarias de Colombia quien junto con Jaime Bateman Cayón, Luis Otero Cifuentes, Afranio Parra Guzmán, Germán Rojas Niño, Iván Marino Ospina, Arjaid Artunduaga, Álvaro Fayad, Eddy Armando, Vera Grabe Loewenherz y María Eugenia Vásquez hizo parte del grupo Comuneros, que fue el núcleo fundador del  Movimiento 19 de abril (M-19). Durante una reunión de la Comandancia del M-19 fue detenido, evitando la captura de Jaime Bateman.
En 1984 participó en los diálogos que llevaron a los Acuerdos de Corinto entre el M-19 y el gobierno colombiano. Riaño se opuso en su momento a la realización de la Toma del Palacio de Justicia.

#### Comando de Diálogo Nacional
Riaño junto con Antonio Navarro Wolff, Vera Grabe, Israel Santamaría y Andrés Almarales creó el Comando de Diálogo Nacional cuya sede política fue instalada en el Hotel Tequendama. El objeto del Comando fue llevar a diferentes escenarios las propuestas de diálogo planteadas por el M19 : «1) cabildo abierto e identificación de las principales problemáticas de las comunidades; 2) elaboración de proyectos y reformas; y 3) aprobación y entrada en vigencia de las leyes y decretos aprobados por el legislativo».

## Obras
- Jaramillo Panesso, Jaime (2006). La espada de Bolívar: El M-19 narrado por José Yamel Riaño en conversación con Jaime Jaramillo Panesso. Medellín: Fondo editorial ITM.[1]

- Datos: Q70874253

1. ↑  Riaño, José Yamel; Panesso, Jaime Jaramillo (2006). La espada de Bolívar: el M-19 narrado. ITM. ISBN 978-958-97823-0-9. Consultado el 6 de julio de 2025.